# مركز القاهرة الدولي لتسوية النزاعات وحفظ وبناء السلام
مركز القاهرة الدولي لتسوية النزاعات وحفظ وبناء السلام «CCCPA» هو مركز حكومي مصري تابع لوزارة الخارجية، أنشأ سنة 1994 وأُعيد إنشاؤه وتشكيله بقرار رئيس مجلس الوزراء رقم 1396 لسنة 2017، يعمل في مجال تنظيم الدورات التدريبية والمؤتمرات والندوات داخل وخارج مصر، وكذلك إجراء البحوث التي تستهدف بناء القدرات في مجالات تسوية النزاعات وحفظ وبناء السلام وغيرها من قضايا السلم والأمن لكوادر الدول النامية والدول الخارجة من النزاعات.

## وصلات خارجية
- الموقع الرسمي للمركز.
- الصفحة الرسمية للمركز على موقع فيس بوك.